# 克里斯提·魯布托

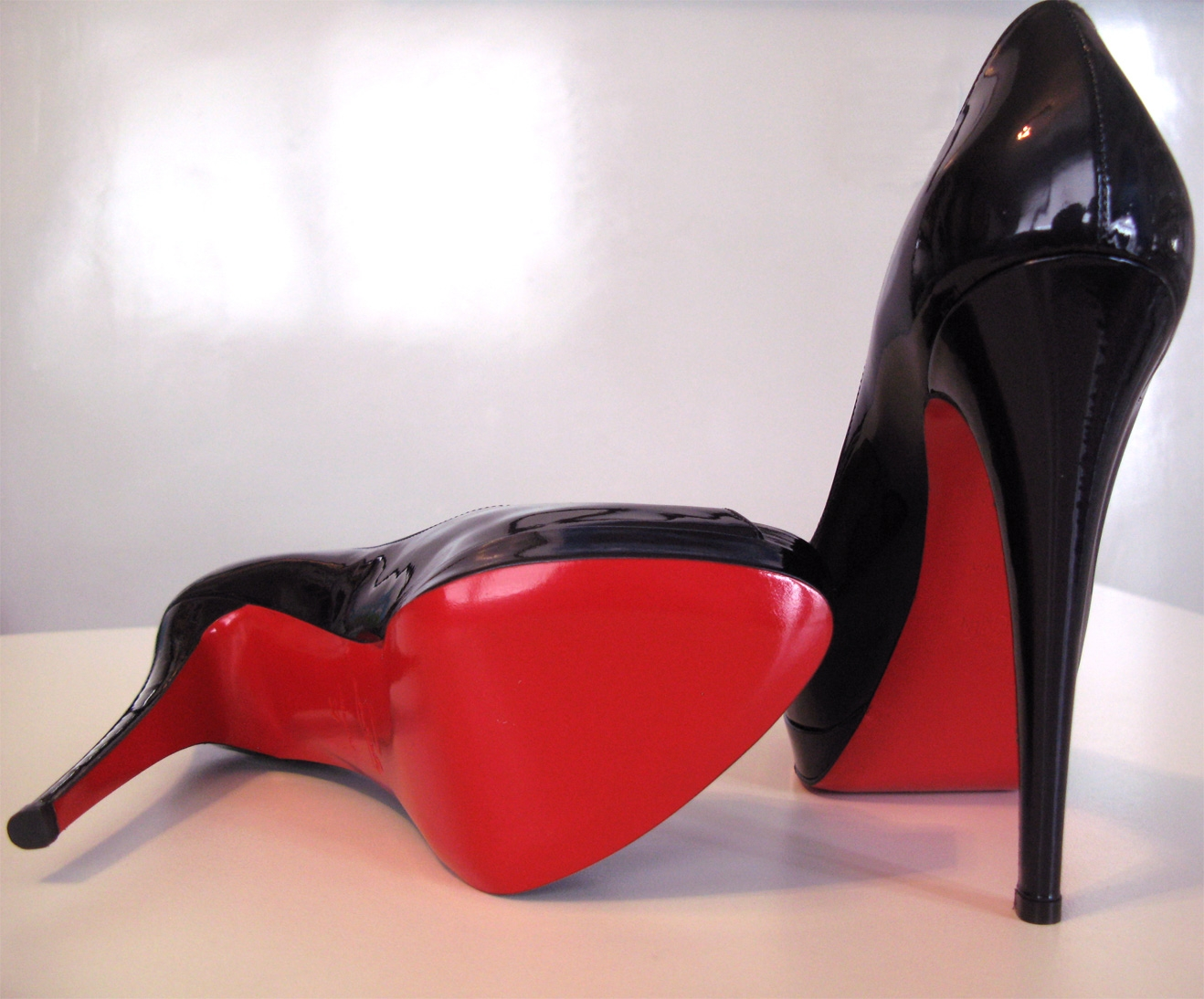
克里斯提·魯布托的招牌紅底高跟鞋

克里斯提·魯布托（法語：Christian Louboutin，1963年1月7日—），世界知名法籍高跟鞋設計師，1991年以自己名字建立個人品牌，其招牌紅底高跟鞋極受名流所推崇。